# Équipe de France de football en 1988
Chronologie
Saison précédente Saison suivante
Cet article traite de l'année 1988 de l'équipe de France de football.
- Absente de l'Euro 1988, l'équipe de France de football ne dispute que des rencontres amicales avant d'aborder à l'automne les éliminatoires pour la Coupe du monde 1990. De plus en plus contesté, le sélectionneur national Henri Michel est limogé à la suite du match nul concédé par les Bleus à Nicosie face à la très faible équipe de Chypre. Il est remplacé par Michel Platini (sélectionneur) et Gérard Houllier (entraineur/préparateur physique) le 1er novembre.

## Les matches
| Date              | Stade                                 | Adversaire      | Score | Comp | Buteurs français                 |
| 27 janvier 1988   | Stade Ramat Gan Tel-Aviv, Israël      | Israël          | N 1-1 | A    | Stopyra (60e)                    |
| 2 février 1988    | Stadium Toulouse, France              | Suisse          | V 2-1 | A    | Passi (7e) & Fargeon (9e)        |
| 5 février 1988    | Stade Louis-II Monaco, Monaco         | Maroc           | V 2-1 | A    | Lemriss (csc 9e) & Stopyra (49e) |
| 23 mars 1988      | Parc Lescure Bordeaux, France         | Espagne         | V 2-1 | A    | Passi (8e) & Fernandez (26e)     |
| 27 avril 1988     | Windsor Park Belfast, Irlande du Nord | Irlande du Nord | N 0-0 | A    | -                                |
| 24 août 1988      | Parc des Princes Paris, France        | Tchécoslovaquie | N 1-1 | A    | Paille (52e)                     |
| 28 septembre 1988 | Parc des Princes Paris, France        | Norvège         | V 1-0 | QCM  | Papin (84epen)                   |
| 22 octobre 1988   | Stade Makarion Nicosie, Chypre        | Chypre          | N 1-1 | QCM  | Xuereb (44e)                     |
| 19 novembre 1988  | Stade JNA Belgrade, Yougoslavie       | Yougoslavie     | D 2-3 | QCM  | Perez (3e) & Sauzée (68e)        |

A : match amical. QCM : match qualificatif pour la Coupe du monde 1990.

## Les joueurs
| Joueurs                                                          |     |     |     |     |    |     |     |     |     |
| Gardiens de but                                                  |     |     |     |     |    |     |     |     |     |
| Bruno Martini (AJA)                                              | 90  | 90  | 90  |     | 90 |     |     |     |     |
| Joël Bats (PSG)                                                  |     |     |     | 90  |    | 90  | 90  | 90  | 90  |
| Défenseurs                                                       |     |     |     |     |    |     |     |     |     |
| Manuel Amoros (ASM)                                              | 90  | 90  | 90  | 80  | 90 | 90  | 90  | 90  | 90  |
| Basile Boli (AJA)                                                | 90  | 90  | 75  | r10 |    |     | 63  | 90  | 90  |
| William Ayache (OM) (dernières sélections)                       | 90  | 66  |     |     |    |     |     |     |     |
| Yvon Le Roux (OM)                                                | 90  |     | r15 | 90  |    |     |     |     |     |
| Sylvain Kastendeuch (FC Metz)                                    |     | 90  | 90  | 90  | 90 | 90  | r27 |     | 90  |
| Bernard Casoni (Toulon/Matra Racing) (1re sélection)             |     | r23 | 90  |     | 90 | 90  | 90  | 90  |     |
| Luc Sonor (ASM)                                                  |     |     |     | 90  | 90 | 90  | 90  | 90  |     |
| Alain Roche (Girondins de Bordeaux) (1re sélection)              |     |     |     |     |    |     |     |     | 90  |
| Milieux                                                          |     |     |     |     |    |     |     |     |     |
| Gérald Passi (TFC) (dernières sélections)                        | 90  | 90  | 90  | 90  |    | 64  | 76  | 72  |     |
| Jean-Marc Ferreri (Girondins de Bordeaux)                        | r13 | 80  | 90  |     | r7 |     |     |     | 78  |
| Fabrice Poullain (PSG) (dernières sélections)                    | 90  | 90  | 52  |     |    |     |     |     |     |
| Pascal Despeyroux (TFC) (uniques sélections)                     | r19 | 90  |     |     |    | 90  |     |     |     |
| Luis Fernandez (Matra Racing)                                    | 71  |     | r38 | 90  | 90 |     |     |     |     |
| Dominique Bijotat (Girondins de Bordeaux) (dernières sélections) |     | r10 | 90  | 85  | 90 |     |     |     |     |
| Jean-Philippe Durand (TFC) (1re sélection)                       |     |     |     | 90  | 90 |     |     |     |     |
| Marcel Dib (ASM) (1re sélection)                                 |     |     |     | r5  |    |     | 90  | 90  | 90  |
| Philippe Vercruysse (RC Lens/OM)                                 |     |     |     |     | 83 | r26 |     | r18 |     |
| Franck Sauzée (OM) (1re sélection)                               |     |     |     |     |    | 90  | 90  | 90  | 90  |
| Bernard Pardo (Toulon) (1re sélection)                           |     |     |     |     |    | 90  |     |     |     |
| Daniel Bravo (OGC Nice)                                          |     |     |     |     |    |     | 90  | 90  | r22 |
| Jean Tigana (Girondins de Bordeaux) (52e et dernière sélection)  |     |     |     |     |    |     |     |     | 90  |
| Attaquants                                                       |     |     |     |     |    |     |     |     |     |
| Yannick Stopyra (TFC) (dernières sélections)                     | r41 | 71  | 62  |     | 90 |     |     |     |     |
| Bruno Bellone (AS Cannes) (dernières sélections)                 | 49  |     | r28 |     |    |     |     |     |     |
| Éric Cantona (AJA)                                               | 90  |     |     | 90  |    |     |     |     |     |
| José Touré (Girondins de Bordeaux) (15e sélection)               | 77  |     |     |     |    |     |     |     |     |
| Philippe Fargeon (Girondins de Bordeaux) (dernières sélections)  |     | 90  | 90  |     | r7 |     |     |     |     |
| Jean-Pierre Papin (OM)                                           |     | r19 |     | 90  |    | 90  | 90  | 90  | r12 |
| Patrice Garande (ASSE) (1re et dernière sélection)               |     |     |     |     | 83 |     |     |     |     |
| Stéphane Paille (FCSM)                                           |     |     |     |     |    | 90  | r14 | r9  | 90  |
| Daniel Xuereb (PSG)                                              |     |     |     |     |    |     | 90  | 81  |     |
| Christian Perez (PSG) (1re sélection)                            |     |     |     |     |    |     |     |     | 68  |